# Llista de topònims d'Alp
Llista de topònims (noms propis de lloc) del municipi d'Alp, a la Baixa Cerdanya
Informació actualitzada per un bot. Els canvis manuals es perdran quan s'actualitzi!

## borda
| imatge | Nom                   | Ubicat a | instància de | Detalls | coordenades                                                         | Protecció | Commons (més fotos) | Dades a WD                    |
| ------ | --------------------- | -------- | ------------ | ------- | ------------------------------------------------------------------- | --------- | ------------------- | ----------------------------- |
|        | Barraca de Saltèguet  | Alp      | borda        |         | 42° 21′ 42″ N, 1° 57′ 48″ E / 42.3616106369643°N,1.96344156647667°E |           |                     | Modifica les dades a Wikidata |
|        | Casilla del Cabrineti | Alp      | borda        |         | 42° 21′ 39″ N, 1° 55′ 35″ E / 42.3609375736576°N,1.92651241357348°E |           |                     | Modifica les dades a Wikidata |
|        | Corral Vell           | Alp      | borda        |         | 42° 21′ 31″ N, 1° 57′ 44″ E / 42.3584734007768°N,1.96209669775825°E |           |                     | Modifica les dades a Wikidata |
|        | Pleta del Roc Blanc   | Alp      | borda        |         | 42° 19′ 49″ N, 1° 57′ 03″ E / 42.330353942585°N,1.9509071493107°E   |           |                     | Modifica les dades a Wikidata |
|        | Porxo d'Ovella        | Alp      | borda        |         | 42° 20′ 59″ N, 1° 57′ 09″ E / 42.3497505316274°N,1.95262436073963°E |           |                     | Modifica les dades a Wikidata |
|        | la Casilla            | Alp      | borda        |         | 42° 21′ 24″ N, 1° 58′ 14″ E / 42.3567942290991°N,1.97063630099948°E |           |                     | Modifica les dades a Wikidata |

## collada
| imatge | Nom                       | Ubicat a  | instància de | Detalls | coordenades                                                 | Protecció | Commons (més fotos) | Dades a WD                    |
| ------ | ------------------------- | --------- | ------------ | ------- | ----------------------------------------------------------- | --------- | ------------------- | ----------------------------- |
|        | coll de la Creu de Meians | Alp Toses | collada      |         | 42° 20′ 50″ N, 2° 00′ 58″ E / 42.34723°N,2.01609°E          |           |                     | Modifica les dades a Wikidata |
|        | collada de Toses          | Toses Alp | collada      |         | 42° 20′ 10″ N, 1° 59′ 28″ E / 42.3361°N,1.99111°E 1790 msnm |           | Collada de Toses    | Modifica les dades a Wikidata |

## entitat singular de població
| imatge | Nom       | Ubicat a | instància de                                   | Detalls                  | coordenades                                                         | Protecció | Commons (més fotos) | Dades a WD                    |
| ------ | --------- | -------- | ---------------------------------------------- | ------------------------ | ------------------------------------------------------------------- | --------- | ------------------- | ----------------------------- |
|        | Alp       | Alp      | entitat singular de població capital municipal | 1079 hab                 | 42° 22′ 26″ N, 1° 53′ 23″ E / 42.37381547°N,1.88962901°E 1158 msnm  |           |                     | Modifica les dades a Wikidata |
|        | Masella   | Alp      | entitat singular de població estació d'esquí   | 44 hab Superfície: 36km² | 42° 21′ 04″ N, 1° 54′ 08″ E / 42.351247°N,1.902092°E 1604 2560 msnm |           | Masella             | Modifica les dades a Wikidata |
|        | la Molina | Alp      | entitat singular de població                   | 604 hab                  | 42° 20′ 38″ N, 1° 57′ 23″ E / 42.343833333333°N,1.95625°E 1406 msnm |           | La Molina (Alp)     | Modifica les dades a Wikidata |

## església
| imatge | Nom                                     | Ubicat a | instància de      | Detalls                           | coordenades                                                                  | Protecció                                  | Commons (més fotos)                 | Dades a WD                    |
| ------ | --------------------------------------- | -------- | ----------------- | --------------------------------- | ---------------------------------------------------------------------------- | ------------------------------------------ | ----------------------------------- | ----------------------------- |
|        | Mare de Déu de les Neus                 | Alp      | església          | Estil: historicisme arquitectònic | 42° 20′ 09″ N, 1° 56′ 14″ E / 42.335713°N,1.937145°E                         | bé cultural d'interès local                | Mare de Déu de les Neus (La Molina) | Modifica les dades a Wikidata |
|        | Sant Pere d'Alp                         | Alp      | església          | Estil: arquitectura romànica      | 42° 22′ 21″ N, 1° 53′ 07″ E / 42.3726°N,1.88518°E ca:Plaça de la Santa Crreu | bé cultural d'interès local                | Sant Pere d'Alp                     | Modifica les dades a Wikidata |
|        | Santa Maria d'Ovella                    | Alp      | església          | Estil: arquitectura popular       | 42° 21′ 00″ N, 1° 57′ 09″ E / 42.3499°N,1.95245°E                            | bé cultural d'interès local                |                                     | Modifica les dades a Wikidata |
|        | capella de la Mare de Déu de Montserrat | Alp      | església          | Estil: historicisme arquitectònic | 42° 20′ 25″ N, 1° 57′ 04″ E / 42.3402°N,1.95116°E ca:La Molina. Pere Adserà  | bé integrant del patrimoni cultural català |                                     | Modifica les dades a Wikidata |
|        | monestir de Sant Esteve i Sant Hilari   | Alp      | església monestir |                                   | 42° 21′ 47″ N, 1° 55′ 09″ E / 42.36305556°N,1.91916667°E                     |                                            |                                     | Modifica les dades a Wikidata |

## font
| imatge | Nom                  | Ubicat a | instància de | Detalls                     | coordenades                                                                      | Protecció                                  | Commons (més fotos)       | Dades a WD                    |
| ------ | -------------------- | -------- | ------------ | --------------------------- | -------------------------------------------------------------------------------- | ------------------------------------------ | ------------------------- | ----------------------------- |
|        | font de Reller       | Alp      | font         |                             | 42° 21′ 00″ N, 1° 54′ 22″ E / 42.3499740350436°N,1.90615596729958°E              |                                            |                           | Modifica les dades a Wikidata |
|        | font de Sant Isidre  | Alp      | font         | Estil: arquitectura popular | 42° 22′ 20″ N, 1° 53′ 08″ E / 42.372343°N,1.885555°E ca:C. Central, 23 1150 msnm | bé integrant del patrimoni cultural català | Font de Sant Isidre (Alp) | Modifica les dades a Wikidata |
|        | font de l'Auto       | Alp      | font         |                             | 42° 21′ 30″ N, 1° 56′ 07″ E / 42.358209040908°N,1.9351505403997°E                |                                            |                           | Modifica les dades a Wikidata |
|        | font de l'Esmoladora | Alp      | font         |                             | 42° 20′ 18″ N, 1° 54′ 50″ E / 42.3383585552795°N,1.91396850160651°E              |                                            |                           | Modifica les dades a Wikidata |
|        | font del Puig        | Alp      | font         |                             | 42° 21′ 38″ N, 1° 54′ 13″ E / 42.360612806281°N,1.9035375971844°E                |                                            |                           | Modifica les dades a Wikidata |
|        | les Fontanelles      | Alp      | font         |                             | 42° 21′ 26″ N, 1° 53′ 26″ E / 42.3571366737371°N,1.89052557942318°E              |                                            |                           | Modifica les dades a Wikidata |

## masia
| imatge | Nom                      | Ubicat a | instància de | Detalls                     | coordenades                                                                      | Protecció                                  | Commons (més fotos)     | Dades a WD                    |
| ------ | ------------------------ | -------- | ------------ | --------------------------- | -------------------------------------------------------------------------------- | ------------------------------------------ | ----------------------- | ----------------------------- |
|        | Cal Not                  | Alp      | masia        |                             | 42° 22′ 16″ N, 1° 54′ 10″ E / 42.3709969688632°N,1.90270631407559°E              |                                            |                         | Modifica les dades a Wikidata |
|        | Can Borés                | Alp      | masia        |                             | 42° 22′ 39″ N, 1° 53′ 06″ E / 42.3774623569164°N,1.88488405667433°E              |                                            |                         | Modifica les dades a Wikidata |
|        | Caseta de Saltèguet      | Alp      | masia        |                             | 42° 20′ 50″ N, 1° 58′ 40″ E / 42.3470875955775°N,1.97788488565105°E              |                                            |                         | Modifica les dades a Wikidata |
|        | Mas de Sant Josep        | Alp      | masia        | Estil: arquitectura popular | 42° 22′ 32″ N, 1° 53′ 29″ E / 42.375608°N,1.891464°E ca:Av. Girona, 17 1134 msnm | bé integrant del patrimoni cultural català | Mas de Sant Josep (Alp) | Modifica les dades a Wikidata |
|        | Niu dels Falcons         | Alp      | masia        |                             | 42° 20′ 36″ N, 1° 56′ 50″ E / 42.3433967204803°N,1.94720612852077°E              |                                            |                         | Modifica les dades a Wikidata |
|        | el Forn de Calç          | Alp      | masia        |                             | 42° 20′ 12″ N, 1° 57′ 19″ E / 42.3367963556025°N,1.9551942919306°E               |                                            |                         | Modifica les dades a Wikidata |
|        | la Casa Vella            | Alp      | masia        |                             | 42° 20′ 23″ N, 1° 57′ 16″ E / 42.339841402023°N,1.95431840167107°E               |                                            |                         | Modifica les dades a Wikidata |
|        | la Serradora del Portero | Alp      | masia        |                             | 42° 22′ 37″ N, 1° 53′ 00″ E / 42.3770230739785°N,1.88323990899552°E              |                                            |                         | Modifica les dades a Wikidata |

## muntanya
| imatge | Nom                           | Ubicat a               | instància de       | Detalls    | coordenades                                                             | Protecció | Commons (més fotos)   | Dades a WD                    |
| ------ | ----------------------------- | ---------------------- | ------------------ | ---------- | ----------------------------------------------------------------------- | --------- | --------------------- | ----------------------------- |
|        | Cap de les Costes de l'Huguet | Castellar de n'Hug Alp | muntanya           |            | 42° 18′ 55″ N, 1° 56′ 55″ E / 42.3153°N,1.94864°E 2198.9 msnm           |           |                       | Modifica les dades a Wikidata |
|        | Muntanya de Saltèguet         | Vallcebollera Alp      | muntanya serralada | Alt: 2013m | 42° 21′ 46″ N, 1° 58′ 52″ E / 42.3627°N,1.98099722°E 2013 msnm          |           |                       | Modifica les dades a Wikidata |
|        | Pla de la Bassa               | Alp Toses              | muntanya           |            | 42° 20′ 32″ N, 2° 00′ 14″ E / 42.3422°N,2.00391°E 2028.3 msnm           |           | Pla de la Bassa (Alp) | Modifica les dades a Wikidata |
|        | Puig d'Alp                    | Bagà Alp               | muntanya           |            | 42° 19′ 19″ N, 1° 54′ 25″ E / 42.32186667°N,1.90689722°E 2406.6 msnm    |           |                       | Modifica les dades a Wikidata |
|        | Roc Blanc                     | Alp                    | muntanya           |            | 42° 19′ 52″ N, 1° 57′ 02″ E / 42.33120556°N,1.95050917°E 1760.3 msnm    |           |                       | Modifica les dades a Wikidata |
|        | Roca Castellana               | Alp                    | muntanya           |            | 42° 21′ 48″ N, 1° 53′ 47″ E / 42.363425°N,1.89633889°E 1381 msnm        |           | Roca Castellana (Alp) | Modifica les dades a Wikidata |
|        | Roca d'Alp                    | Alp                    | muntanya           |            | 42° 21′ 38″ N, 1° 52′ 46″ E / 42.36058056°N,1.879575°E 1442.7 msnm      |           |                       | Modifica les dades a Wikidata |
|        | Tossal de la Pia              | Alp                    | muntanya           |            | 42° 20′ 24″ N, 1° 54′ 42″ E / 42.3399°N,1.91165°E 1988.8 msnm           |           |                       | Modifica les dades a Wikidata |
|        | Turó Rodó                     | Alp                    | muntanya           |            | 42° 20′ 09″ N, 1° 56′ 39″ E / 42.3358125°N,1.94425°E 1735.2 msnm        |           |                       | Modifica les dades a Wikidata |
|        | Turó de la Perdiu             | Alp                    | muntanya           |            | 42° 20′ 12″ N, 1° 56′ 43″ E / 42.33666389°N,1.94532778°E 1732.5 msnm    |           |                       | Modifica les dades a Wikidata |
|        | la Tosa                       | Alp Urús Das Bagà      | muntanya           |            | 42° 19′ 14″ N, 1° 53′ 34″ E / 42.3205750504°N,1.89266087667°E 2536 msnm |           | Tosa d'Alp            | Modifica les dades a Wikidata |

## refugi de muntanya
| imatge | Nom                              | Ubicat a | instància de       | Detalls                                   | coordenades | Protecció                                  | Commons (més fotos) | Dades a WD                    |
| ------ | -------------------------------- | -------- | ------------------ | ----------------------------------------- | --- | ------------------------------------------ | ------------------- | ----------------------------- |
|        | Refugi de muntanya de Sagramorta | Alp      | refugi de muntanya | Estil: arquitectura popular               | 42° 20′ 29″ N, 1° 56′ 18″ E / 42.341335°N,1.93844°E                                                              | bé integrant del patrimoni cultural català |                     | Modifica les dades a Wikidata |
|        | Xalet de la Molina               | Alp      | refugi de muntanya | Estil: arquitectura popular 1925          | 42° 20′ 26″ N, 1° 57′ 05″ E / 42.34045°N,1.95143°E ca:El Sitjar, la Molina 1564 msnm                             | bé cultural d'interès local                | Xalet de la Molina  | Modifica les dades a Wikidata |
|        | Xalet refugi Pere Carné          | Alp      | refugi de muntanya | 1955-11-06 Anomenat per: Pere Carné Serra | 42° 20′ 25″ N, 1° 57′ 14″ E / 42.340313888888886°N,1.9538027777777776°E ca:Barri del Sitjar, la Molina 1490 msnm |                                            |                     | Modifica les dades a Wikidata |
|        | xalet-Refugi UEC La Molina       | Alp      | refugi de muntanya | 1952-03-12                                | 42° 20′ 22″ N, 1° 57′ 18″ E / 42.339433°N,1.954908°E ca:Barri del Sitjar, la Molina 1492 msnm                    |                                            |                     | Modifica les dades a Wikidata |

## serra
| imatge | Nom                  | Ubicat a | instància de | Detalls | coordenades                                                          | Protecció | Commons (més fotos) | Dades a WD                    |
| ------ | -------------------- | -------- | ------------ | ------- | -------------------------------------------------------------------- | --------- | ------------------- | ----------------------------- |
|        | Muntanya del Paborde | Alp      | serra        |         | 42° 20′ 53″ N, 1° 58′ 20″ E / 42.34800556°N,1.97224722°E 1744.5 msnm |           |                     | Modifica les dades a Wikidata |
|        | Serrat d'Escobairó   | Alp      | serra        |         | 42° 21′ 20″ N, 1° 53′ 15″ E / 42.3555°N,1.88755°E 1784.4 msnm        |           |                     | Modifica les dades a Wikidata |
|        | Serrat del Boscarró  | Alp      | serra        |         | 42° 21′ 30″ N, 1° 53′ 38″ E / 42.35821111°N,1.8938°E 1710.5 msnm     |           |                     | Modifica les dades a Wikidata |

## Misc
| imatge | Nom                     | Ubicat a | instància de            | Detalls                                                            | coordenades                                                                                 | Protecció                                            | Commons (més fotos)     | Dades a WD                    |
| ------ | ----------------------- | -------- | ----------------------- | ------------------------------------------------------------------ | ------------------------------------------------------------------------------------------- | ---------------------------------------------------- | ----------------------- | ----------------------------- |
|        | Avetar de Sagramorta    | Alp      | bosc                    |                                                                    | 42° 20′ 45″ N, 1° 56′ 44″ E / 42.345833°N,1.945556°E la Molina 1400 1550 msnm               |                                                      |                         | Modifica les dades a Wikidata |
|        | Cap del Bosc            | Alp      | indret                  |                                                                    | 42° 20′ 05″ N, 1° 53′ 49″ E / 42.33469°N,1.89701°E Alp 2500 2139 msnm                       |                                                      |                         | Modifica les dades a Wikidata |
|        | Escultura Alpi          | Alp      | monument                |                                                                    | 42° 22′ 22″ N, 1° 53′ 06″ E / 42.372657775878906°N,1.884992003440857°E ca:Plaça Santa Creu  |                                                      |                         | Modifica les dades a Wikidata |
|        | Estació de la Molina    | Alp      | estació de ferrocarril  | Estil: arquitectura popular                                        | 42° 20′ 40″ N, 1° 57′ 22″ E / 42.344525°N,1.9559833333333°E ca:La Molina. Estació 1420 msnm | bé integrant del patrimoni cultural català           | La Molina train station | Modifica les dades a Wikidata |
|        | Granja Roca             | Alp      | granja                  |                                                                    | 42° 22′ 32″ N, 1° 52′ 16″ E / 42.3754736326045°N,1.87124265294879°E                         |                                                      |                         | Modifica les dades a Wikidata |
|        | La Molina               | Alp      | estació d'esquí         | Superfície: 66km²                                                  | 42° 20′ 04″ N, 1° 56′ 05″ E / 42.3344°N,1.93461°E 1667 2537 msnm                            |                                                      | La Molina (ski resort)  | Modifica les dades a Wikidata |
|        | La Torrassa             | Alp      | torre de sentinella     | 15th century Estat: ruïnós                                         | 42° 20′ 59″ N, 1° 56′ 39″ E / 42.3496861°N,1.9440389°E ca:Collada de Toses 1542 msnm        | bé d'interès cultural bé cultural d'interès nacional | La Torrassa (Alp)       | Modifica les dades a Wikidata |
|        | Torre de Riu            | Alp      | castell                 | Arquitecte: Calixte Freixa i Pla Estil: historicisme arquitectònic | 42° 22′ 19″ N, 1° 53′ 53″ E / 42.371814°N,1.897958°E ca:Crtra. GIV-4082                     | bé d'interès cultural bé cultural d'interès nacional | Torre del Riu           | Modifica les dades a Wikidata |
|        | casa consistorial d'Alp | Alp      | casa consistorial       |                                                                    | 42° 22′ 25″ N, 1° 53′ 15″ E / 42.3736167°N,1.8875523°E                                      |                                                      |                         | Modifica les dades a Wikidata |
|        | cementiri d'Alp         | Alp      | cementiri               |                                                                    | 42° 22′ 38″ N, 1° 52′ 45″ E / 42.37723932041392°N,1.8791449069976809°E                      |                                                      |                         | Modifica les dades a Wikidata |
|        | el Pedró                | Alp      | fita                    |                                                                    | 42° 19′ 27″ N, 1° 57′ 34″ E / 42.3240924033376°N,1.95954302205056°E                         |                                                      |                         | Modifica les dades a Wikidata |
|        | les Pedreres            | Alp      | pedrera                 |                                                                    | 42° 22′ 01″ N, 1° 52′ 52″ E / 42.3670679318417°N,1.8810237979984°E                          |                                                      |                         | Modifica les dades a Wikidata |
|        | torrent de Saltèguet    | Alp      | curs d'aigua            |                                                                    | 42° 21′ 18″ N, 1° 57′ 27″ E / 42.354919°N,1.957411°E                                        |                                                      |                         | Modifica les dades a Wikidata |
|        | trampolí de la Molina   | Alp      | estadi de salts d'esquí |                                                                    | 42° 19′ 53″ N, 1° 56′ 21″ E / 42.3314°N,1.9393°E La Molina                                  |                                                      |                         | Modifica les dades a Wikidata |
|        | vall d'Alp              | Alp      | vall                    |                                                                    | 42° 20′ 34″ N, 1° 57′ 48″ E / 42.342718°N,1.963198°E                                        |                                                      |                         | Modifica les dades a Wikidata |